# 张好古 (元朝)
張好古（？—1262年），字信甫，蒙古帝国将领。冀州南宮人，張晋亨的儿子。
張好古幼年读書好学，器識宏遠，勇而有謀。張晋亨权知東平府事。严忠济命他屯戍宿州。1258年，被表奏为行軍千户，攻打南宋樊城，身中流矢，力战不却，主将旌其功，賞銀百两。攻打揚州，至泰興、海門而還，击败邵伯埭。跟随蒙古大軍攻打鄂州。蒙哥死后，中統元年（1260年），張好古回到宿州，严忠济命他兼恩州刺史，訪民疾苦，革除吏弊，改驻蘄县。中統三年（1262年）李璮之乱，南宋响应，攻打蘄州，張好古率兵迎撃，力敵而死。張晋亨在济南包围李璮，聞報慟哭，说儿子死得其所。張好古战死，其弟張好義襲职，攻克南宋江淮有功。